# Conrad Logan
Pour les articles homonymes, voir Logan.
Conrad Joseph Logan (né le 18 avril 1986 à Ramelton) est un footballeur irlandais, qui évolue au poste de gardien de but.

## Biographie
Il joue 23 matchs en deuxième division anglaise avec l'équipe de Leicester.
Il est titulaire lors de la finale de la Coupe d'Écosse remportée face au Glasgow Rangers.
Le 24 janvier 2020, il est prêté à Forest Green.

## Palmarès
- Hibernian FC
  - Vainqueur de la Coupe d'Écosse en 2016